# Aurigequula fasciata
Aurigequula fasciata е вид лъчеперка от семейство Leiognathidae, единствен представител на род Aurigequula.

## Разпространение
Видът е разпространен в Австралия, Американска Самоа, Бангладеш, Вануату, Йемен, Индия, Индонезия, Китай, Коморски острови, Мадагаскар, Малайзия, Нова Каледония, Оман, Папуа Нова Гвинея, Провинции в КНР, Самоа, Саудитска Арабия, Соломонови острови, Сомалия, Тайван, Тайланд, Танзания, Тонга, Фиджи, Филипини, Хонконг, Шри Ланка и Япония.